# Piaxtla
Piaxtla är en kommun i Mexiko.   Den ligger i delstaten Puebla, i den sydöstra delen av landet, 180 km sydost om huvudstaden Mexico City. Antalet invånare är 4 585. Arean är 276 kvadratkilometer.
Terrängen i Piaxtla är lite kuperad.
Följande samhällen finns i Piaxtla:
- Loma Bonita
- Atempa
- Inopilco